# Pasquino
Pasquino – znajdująca się w Rzymie fragmentarycznie zachowana marmurowa rzeźba hellenistyczna, od początku XVI wieku stojąca na niewielkim placyku Piazza di Pasquino w zaułku odchodzącym od Piazza Navona, na rogu Palazzo Braschi.
Uważana za przedstawienie Menelaosa trzymającego ciało Patroklosa mocno zniszczona rzeźba datowana jest na I wiek p.n.e. Została odkryta przypadkowo w 1501 roku, kiedy to podczas brukowania placu przed Pałacem Orsinich wydobyto ją z błotnistego gruntu, gdzie leżała od wielu lat, służąc jako kładka. Z rozkazu kardynała Oliviera Carafy ustawiono ją na postumencie przed pałacem, wedle legendy nieopodal domu niejakiego Pasquino (w zależności od wersji legendy – nauczyciela, krawca lub szewca), od którego nazwiska rzeźba miała otrzymać swoją nazwę. Ponieważ posąg stał przy drodze, którą w dniu świętego Marka przechodziły procesje, zaczęto ją corocznie odświętnie dekorować i ubierać w stroje bohaterów mitologicznych, a do postumentu przytwierdzać kartki z wierszami. Z czasem przerodziło się to w tradycję wykorzystywania postumentu jako słupa ogłoszeniowego. Wiele wywieszanych tekstów miało charakter satyryczny lub obraźliwy, często wymierzony w papiestwo. Od nazwy posągu tego typu anonimowe pamflety przezwano paszkwilami (wł. pasquillo).
Rzeźba była podziwiana przez Berniniego, który uważał ją za najpiękniejszą w Rzymie.